# Norwegischer Fußballpokal der Männer 1909
Der norwegische Fußballpokal 1909 (kurz auch NM-Cup 1909 genannt) war die achte Austragung des Fußballpokalwettbewerbs der Männer. Pokalsieger wurde Titelverteidiger SFK Lyn Oslo. Das Team setzte sich wie im Vorjahr im Finale gegen Odds BK durch.

## 1. Runde
| Datum      |                      | Ergebnis |                |
| ---------- | -------------------- | -------- | -------------- |
| 18.09.1909 | Ulf Drammen          | 0:2      | Odds BK        |
|            | SK Lyn               | 2:4      | Fredrikstad FK |
|            | SFK Lyn Oslo         | Freilos  |                |
|            | Tromdhjems Teknikere | Freilos  |                |

## Halbfinale
| Datum      |              | Ergebnis |                      |
| ---------- | ------------ | -------- | -------------------- |
| 25.09.1909 | SFK Lyn Oslo | 9:2      | Fredrikstad FK       |
|            | Odds BK      | 2:0      | Tromdhjems Teknikere |

## Finale
| SFK Lyn Oslo                                                    | SFK Lyn Oslo | Odds BK | Odds BK |
| --------------------------------------------------------------- | --- | --- | ------- |
| SFK Lyn Oslo                                                    | \| Finale \| \| 26. September 1909 in Kristiania (Gamle-Frogner-Stadion) \| \| Ergebnis: 4:3 n. V. (?:?, ?:?) \| \| Schiedsrichter: Chr. Wiese (1. HZ), Thorvald Torgersen (2. HZ.) \| \| Spielbericht \| | \| Finale \| \| 26. September 1909 in Kristiania (Gamle-Frogner-Stadion) \| \| Ergebnis: 4:3 n. V. (?:?, ?:?) \| \| Schiedsrichter: Chr. Wiese (1. HZ), Thorvald Torgersen (2. HZ.) \| \| Spielbericht \| | Odds BK |
| SFK Lyn Oslo                                                    | August Heiberg Kahrs – Ola Thygesen, Paul Due – Henrik Nordby, Erling Lorck, Hjalmar Syversen – Alf Paus, Knut Heyerdahl-Larsen, Victor Nysted, Rolf Maartmann, Erling Maartmann                          | Thostrup Rødseth – Peder Henriksen, Henry Pettersen – August Fredriksen, Marius Lund, Einar Pedersen – Otto Olsen, Berthold Pettersen, Bjarne Gulbrandsen, Thormod Lie, Henry Reinholdt                   | Odds BK |
| SFK Lyn Oslo                                                    | Nach einem Protest von Odd wegen eines Abseitstores annullierte der norwegische Verband die zweite Halbzeit und ließ sie mit neuem Schiedsrichter wiederholen.                                            | | Odds BK |
| Finale                                                          | | |         |
| 26. September 1909 in Kristiania (Gamle-Frogner-Stadion)        | | |         |
| Ergebnis: 4:3 n. V. (?:?, ?:?)                                  | | |         |
| Schiedsrichter: Chr. Wiese (1. HZ), Thorvald Torgersen (2. HZ.) | | |         |
| Spielbericht                                                    | | |         |